# Max Prosa

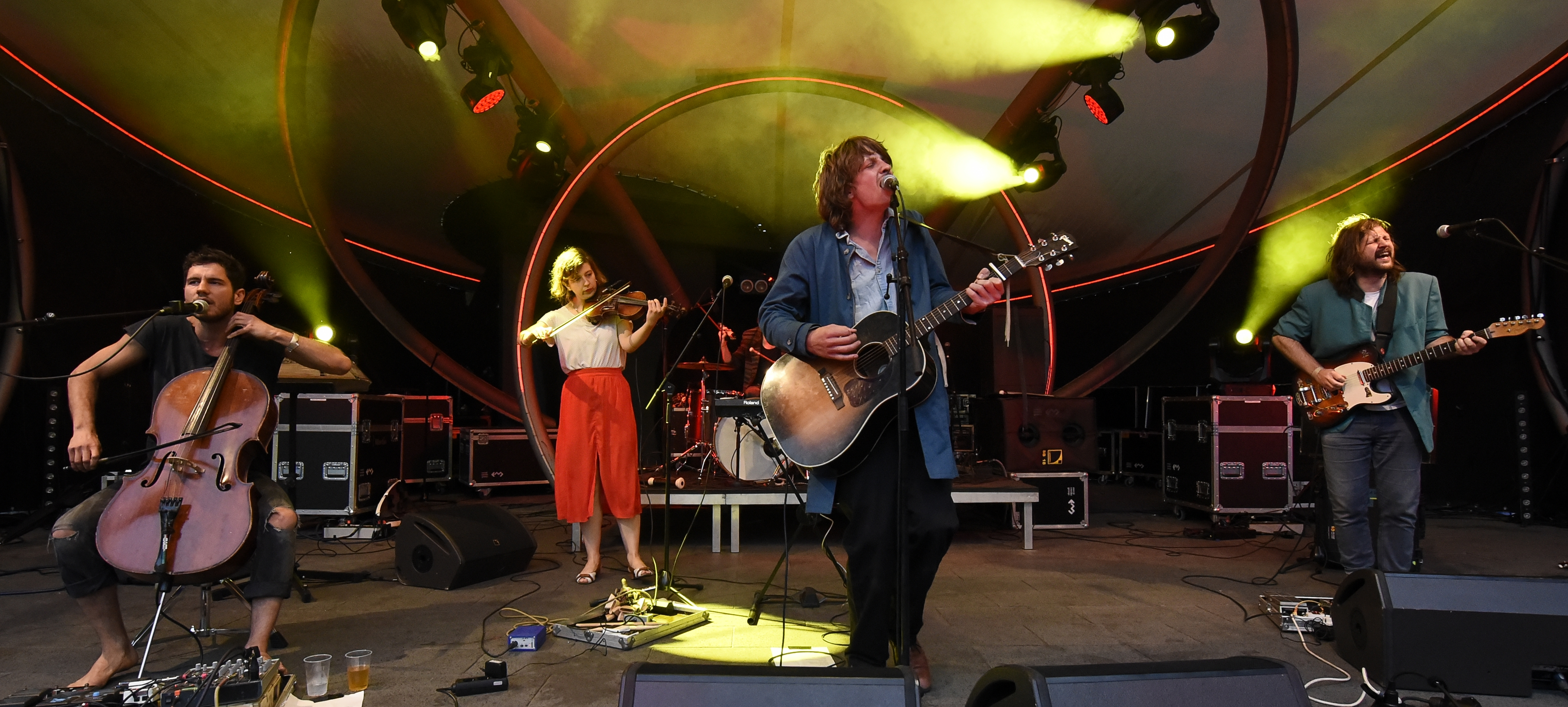
Max Prosa beim Bochum Total 2016

Max Prosa (* 31. Juli 1989 in Berlin; eigentlicher Name Max Podeschwig) ist ein deutscher Singer-Songwriter.

## Leben
Max Prosa wuchs in Berlin-Charlottenburg bei seiner Mutter auf, übersprang eine Schulklasse und absolvierte mit 17 Jahren sein Abitur an der Hildegard-Wegscheider-Oberschule in Berlin-Grunewald. Nach zwei abgebrochenen Studiengängen der Physik und Philosophie zog Prosa nach Berlin-Neukölln und widmete sich der Musik. Mit 18 Jahren bewarb er sich an der Mannheimer Popakademie, wo er zunächst abgelehnt wurde. 2010 bekam er jedoch die Gelegenheit zur Teilnahme am Bandpool-Projekt der Popakademie. 2011 wurde Clueso auf ihn aufmerksam und engagierte ihn für das Vorprogramm seiner An-und-für-sich-Tour. Im selben Jahr hatte er bei Inas Nacht seinen ersten Fernsehauftritt. Im Januar 2012 erschien sein Debütalbum Die Phantasie wird siegen (mit Dota als Gastsängerin). Das Werk erfuhr bei der Kritik ein positives Echo und Vergleiche mit dem jungen Bob Dylan und erreichte Platz 20 der deutschen Albumcharts. Im Februar 2012 ging Prosa auf seine erste deutschlandweite Solotour. Im April 2013 erschien sein zweites Album Rangoon. Er ist mit Misha Schoeneberg (vormals bei Ton Steine Scherben) befreundet, mit dem er bei der Ausarbeitung der Songtexte zusammenarbeitet.
Im Frühjahr 2016 war Max Prosa mit neuer Bandbesetzung auf einer landesweiten Clubtour unterwegs. Ende März 2017 erschien sein drittes Studioalbum Keiner kämpft für mehr.

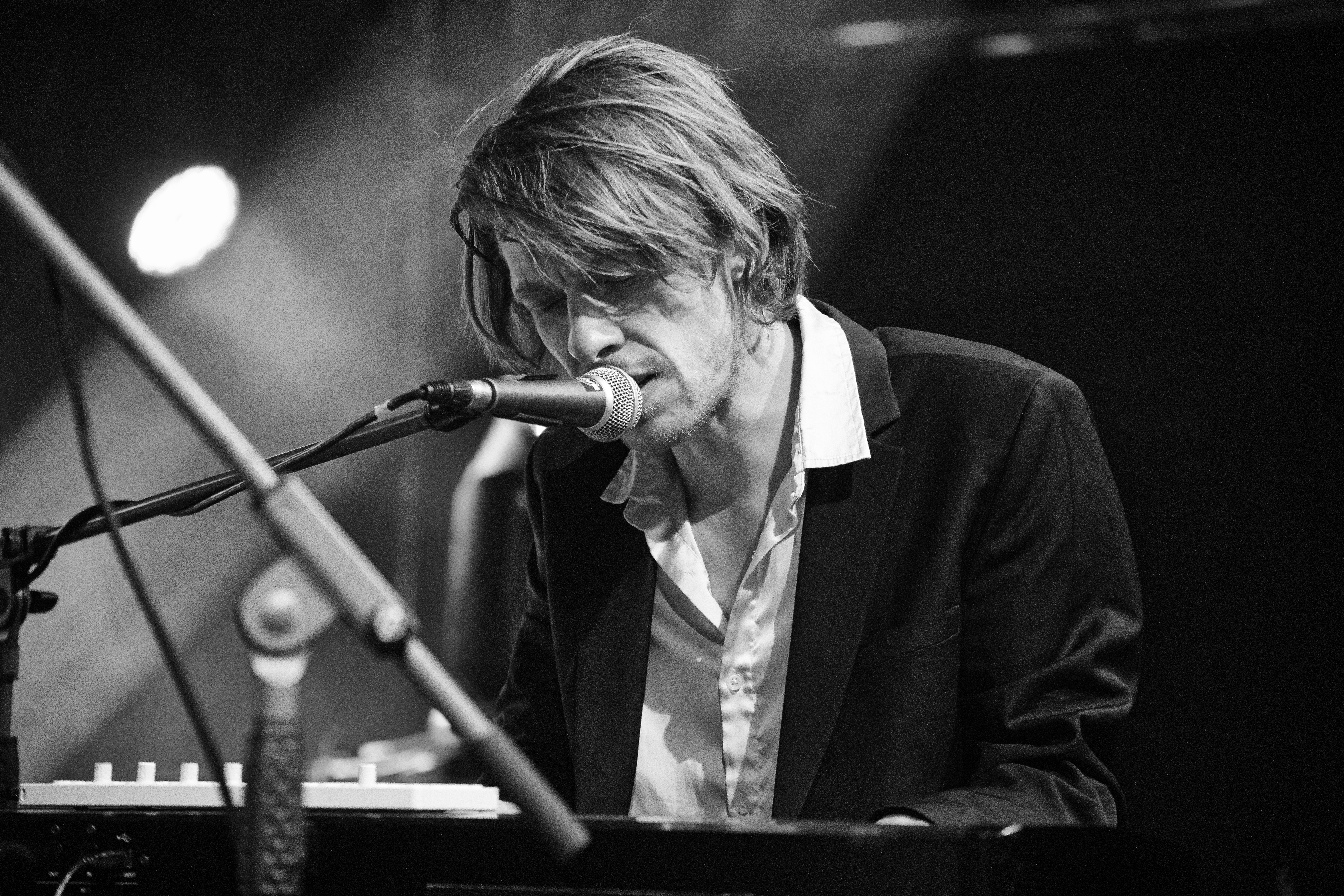
Max Prosa auf dem Rudolstadt-Festival 2023

Im Frühjahr 2018 veröffentlichte der Künstler das Album Heimkehr und gleichzeitig das Buch Im Stillen mit Gedichten und Kurzgeschichten. In einem Interview mit der kulturellen Radio-Sendung Corso im Deutschlandfunk erklärte Max Prosa im Februar 2018 zu dieser Doppel-Veröffentlichung: „Es ist im gleichen Zyklus entstanden […] Gewisse Gedanken kann man nur formen, wenn es still ist […] Manchmal weiß ich gar nicht so genau, ob diese Texte, die ich anfange zu schreiben, ob das Lieder werden oder Gedichte, das entscheidet die Sache dann für sich. Manche liegen auch drei, vier Jahre rum, oder ich hab die im Kopf, bis sich dann eine Musik dazugesellt.“
2020 nahm Prosa den John-Lennon-Titel Jealous Guy auf, der auf der CD Rare Trax: Lennon Re-Imagined, einer Beilage zur Dezember-2020-Ausgabe des deutschsprachigen Rolling Stone, erschien.
Max Prosa ist Vater zweier Kinder und lebt in Berlin.

## Diskografie

### Alben
- 2012: Die Phantasie wird siegen
- 2013: Rangoon
- 2013: Streunende Hunde (Bonusalbum in: Rangoon Deluxe Edition)
- 2017: Keiner kämpft für mehr
- 2018: Heimkehr
- 2019: Mit anderen Augen
- 2020: Grüße aus der Flut
- 2022: Wann könnt ihr endlich friedlich sein?
- 2024: Dein Haus (mit Sascha Stiehler)

### Singles
- 2011: Flügel
- 2012: Mein Kind
- 2013: Zauberer
- 2014: Der Partisan
- 2017: Glücklich mit nichts

### Als Gastmusiker
- 2012: Lied vom kleinen Mädchen (Heute hier, morgen dort – Salut an Hannes Wader, Universal)[6]
- 2019: Das Rackedickeducke-Lied (mit Sarina Radomski; Zugabe, Fredrik-Vahle-Coveralbum)
- 2018: Europa (mit Sarah Lesch, Fayzen und Felix Meyer)
- 2020: Für Einen (mit Dota nach einem Gedicht von Mascha Kaléko)

## Bücher
- Im Stillen. Lyrik, Lieder und Erzählungen. Berlin: Schwarzkopf & Schwarzkopf Verlag, 2018, ISBN 978-3-86265-696-7.
- Gedichte 2010–2020. Norderstedt: Book on Demand, 2020, ISBN 978-3-7519-5550-8.
- Die Reise des lausigen Kapitäns. Norderstedt: Book on Demand, 2021, ISBN 978-3-7534-6491-6.
- Flügel aus Beton. Gedichte 2010–2020. Berlin: Trabanten-Verlag, 2021, ISBN 978-3-9822649-3-6.
- Als wir ein Sternbild waren. Gedichte und Briefe 2015–2023. Verlag Max Prosa, 2023, ISBN 978-3-00-077289-4.